# 小林正之
小林 正之（こばやし まさゆき、1947年2月5日 - ）は、千葉県市川市出身の元プロ野球選手（内野手）・コーチ、解説者。

## 経歴
日大一高では2年次の1963年に春夏連続で甲子園へ出場。春の選抜は内野の控えにとどまり、2回戦で東田正義・元田昌義を擁する御所工に敗退。夏の選手権では三塁手として出場し、1回戦で徳島商のエース・三好幸雄に抑えられて大敗を喫する。
高校卒業後は千葉商科大学に進学し、千葉県大学リーグでは在学中7度の優勝を飾り、4回も首位打者を獲得。中央球界では無名であったが、三拍子揃った内野手として阪急、巨人からも注目されていた。1969年には日本学生野球協会から表彰を受け、同年のドラフト5位で広島東洋カープに入団。日本楽器に就職が内定していたが、「どうせ野球をやるならプロでやってみたい」ということで広島入りに踏み切った。2年目の1971年に一軍に昇格し、主に井上弘昭の控えとして起用され、三塁手として17試合に先発出場を果たす。その後は打撃面で伸び悩み、段々と出場機会が減少。コーチ兼任となった1975年限りで現役を引退。
引退後も広島に残って二軍コーチ補佐（1976年 - 1977年）、一軍守備コーチ補佐（1981年）→一軍守備・走塁コーチ（1982年 - 1983年）→一軍打撃コーチ補佐（1984年 - 1985年）→一軍打撃コーチ（1986年）を歴任。古葉竹識監督も一目置く卓越した理論で名を馳せ、主にデータ分析を担当して阿南準郎監督や田中尊ヘッドコーチらと共に黄金期を支えた。
広島退団後の1987年、古葉の要請で大洋一軍守備・走塁コーチに就任し、寺岡孝・佐野嘉幸両コーチと共に、投手として入団していた石井琢朗の野手としてのセンスに注目。古葉退任後の1990年は二軍守備・走塁コーチを務め、同年退任。
大洋退団後はダイエー二軍守備・走塁コーチ（1991年 - 1992年）、台湾CPBL・味全守備コーチ（1994年）、1996年には同い年の藤田平監督の招聘で阪神一軍外野守備・走塁コーチを務めた。
コーチ業の合間を縫って、TVQ九州放送やスポーツ・アイのダイエー戦中継に解説者として出演したほか、古葉が主宰する少年野球教室でも講師を務めた。
2010年からは母校の千葉商科大学監督となり、2019年春季入替戦で26季ぶりの1部昇格を果たすが秋季入替戦に敗れて2部へ降格。2020年には2部優勝を果たすも、新型コロナウイルスの影響で入替戦ができなかった。同年退任。
広島の投手であった川口和久によれば、故郷・鳥取のスポーツ店店主が小林と大学でチームメイトであり、社会人1年目のオフに広島スカウトへ紹介してくれたという。

## 詳細情報

### 年度別打撃成績
| 年 度     | 球 団     | 試 合 | 打 席 | 打 数 | 得 点 | 安 打 | 二 塁 打 | 三 塁 打 | 本 塁 打 | 塁 打 | 打 点 | 盗 塁 | 盗 塁 死 | 犠 打 | 犠 飛 | 四 球 | 敬 遠 | 死 球 | 三 振 | 併 殺 打 | 打 率 | 出 塁 率 | 長 打 率 | O P S |
| --------- | --------- | ----- | ----- | ----- | ----- | ----- | -------- | -------- | -------- | ----- | ----- | ----- | -------- | ----- | ----- | ----- | ----- | ----- | ----- | -------- | ----- | -------- | -------- | ----- |
| 1971      | 広島      | 36    | 68    | 63    | 4     | 10    | 3        | 0        | 0        | 13    | 2     | 0     | 0        | 1     | 0     | 3     | 0     | 1     | 10    | 2        | .159  | .209     | .206     | .415  |
| 1972      | 広島      | 35    | 48    | 38    | 6     | 7     | 1        | 0        | 0        | 8     | 2     | 0     | 1        | 4     | 0     | 6     | 1     | 0     | 5     | 1        | .184  | .295     | .211     | .506  |
| 1973      | 広島      | 2     | 3     | 2     | 0     | 0     | 0        | 0        | 0        | 0     | 0     | 0     | 0        | 1     | 0     | 0     | 0     | 0     | 0     | 0        | .000  | .000     | .000     | .000  |
| 1974      | 広島      | 30    | 15    | 13    | 1     | 3     | 1        | 0        | 0        | 4     | 0     | 0     | 0        | 2     | 0     | 0     | 0     | 0     | 3     | 0        | .231  | .231     | .308     | .538  |
| 通算：4年 | 通算：4年 | 103   | 134   | 116   | 11    | 20    | 5        | 0        | 0        | 25    | 4     | 0     | 1        | 8     | 0     | 9     | 1     | 1     | 18    | 3        | .172  | .238     | .216     | .454  |

### 背番号
- 36 （1970年 - 1975年途中）
- 78 （1975年途中 - 1977年）
- 79 （1981年 - 1990年）
- 74 （1991年 - 1992年）
- 71 （1994年）
- 88 （1996年）